# راشنان
راشنان هي قرية في مقاطعة أصفهان، إيران. عدد سكان هذه القرية هو 1,772 في سنة 2006.